# 482
482 (CDLXXXII) var ett normalår som började en fredag i den julianska kalendern.

## Händelser

### Okänt datum
- Vid Childerik I:s död efterträds han som kung över de saliska frankerna av sin son Klodvig I (detta eller föregående år).
- Den bysantinske kejsaren Zeno Istauriern utfärdar Henotikon, ett försök att lösa skiljaktigheterna mellan den ortodoxa och den monofysitistiska kyrkan.
- Qi Gaodi blir härskare av den kinesiska södra Qidynastin.

## Födda
- 11 maj – Justinianus I, bysantinsk kejsare.

## Avlidna
- 8 januari – Severinus av Noricum, munk
- Childerik I, kung över de saliska frankerna sedan omkring 457 eller 458 (död omkring detta eller föregående år)